# Liste der Geotope im Landkreis Berchtesgadener Land
Diese Liste enthält die Geotope des oberbayerischen Landkreises Berchtesgadener Land in Bayern.
Die Liste enthält die amtlichen Bezeichnungen für Namen und Nummern des Bayerischen Landesamt für Umwelt (LfU) sowie deren geographische Lage. Diese Liste ist möglicherweise unvollständig. Im Geotopkataster Bayern sind etwa 3.400 Geotope (Stand März 2020) erfasst. Das LfU sieht einige Geotope nicht für die Veröffentlichung im Internet geeignet. Einige Objekte sind zum Beispiel nicht gefahrlos zugänglich oder dürfen aus anderen Gründen nur eingeschränkt betreten werden.
| Name                                                            | Bild           | Geotop ID | Gemeinde / Lage                   | Geologische Raumeinheit   | Beschreibung | Fläche m² / Ausdehnung m | Geologie                                                                                                | Aufschlussart                  | Wert               | Schutzstatus                                           | Bemerkung                        |
| --------------------------------------------------------------- | -------------- | --------- | --------------------------------- | ------------------------- | --- | ------------------------ | --- | ------------------------------ | ------------------ | ------------------------------------------------------ | -------------------------------- |
| Ehemalige Kiesgrube NE von Kothbrünning                         |                | 172A002   | Teisendorf Position               | Salzach-Jungmoränenregion | Die ehemalige Kiesgrube ist bereits völlig verfüllt. In einem neuen Aufschluss, der ca. 40 m NW liegt, ist die Schichtenfolge wieder gut sichtbar. Es handelt sich um eine schräggelagerte Wechselfolge von Kiesen und Sanden – vermutlich moränennahe (Delta-)Schotter der Würmeiszeit. | 1800 60 × 30             | Typ: Sedimentstrukturen, Gesteinsart Art: Schotter                                                      | Kiesgrube/Sandgrube            | wertvoll           | kein Schutzgebiet                                      |                                  |
| Krönner-Riff SE von Bayerisch Gmain                             |                | 172A003   | Bayerisch Gmain Position          | Berchtesgadener Alpen     | Auf Ramsau-Dolomit liegt auf einigen 100 m Breite das Krönner-Riff, das vor allem aus brekziösen Kalksteinen und einzelnen Konglomeraten besteht. Das Vorkommen von großen Hippuriten und Nerineen ist schwer zu finden. | 750 150 × 5              | Typ: Tierische Fossilien, Gesteinsart Art: Kalkstein, Dolomitstein                                      | Hanganriss/Felswand            | besonders wertvoll | Naturdenkmal                                           |                                  |
| Helvetikum-Aufschluss im Rollgraben                             |                | 172A004   | Teisendorf Position               | Salzach-Jungmoränenregion | Die Stockletten und Lithothamnienkalke beinhalten eine reiche Mikrofauna. Die Typlokalität wurde schon durch Gümbel (1869) bearbeitet. Der Aufschluss ist teilweise verstürzt und verwachsen. | 25 5 × 5                 | Typ: Typlokalität, Tierische Fossilien, Pflanzliche Fossilien, Schichtfolge Art: Kalkstein, Mergelstein | Hanganriss/Felswand            | besonders wertvoll | kein Schutzgebiet                                      |                                  |
| Ehem. Dachsteinkalk-Steinbruch N von Schwarzbachwacht           |                | 172A005   | Schneizlreuth Position            | Berchtesgadener Alpen     | Aufgeschlossen ist Dachsteinkalk, der an Brüchen leicht versetzt ist. Der Steinbruch dient als Lagerplatz für Seilbahngerätschaften. | 7200 120 × 60            | Typ: Gesteinsart, Störung Art: Kalkstein                                                                | Steinbruch                     | bedeutend          | Landschaftsschutzgebiet                                |                                  |
| Haselgebirgsaufschluss am Prallhang der Ramsauer Ache bei Stang |                | 172A006   | Schönau am Königssee Position     | Berchtesgadener Alpen     | Am teilweise verwachsenen Prallhang ist Gips führendes Haselgebirge aufgeschlossen, das von Hallstätter Kalken (in Hallstätter Fazies) überlagert wird. | 1200 60 × 20             | Typ: Schichtfolge, Gesteinsart Art: Gips, Tonstein                                                      | Prallhang/Flussbett/Bachprofil | wertvoll           | kein Schutzgebiet                                      |                                  |
| Leiß-Bruch NE von Königssee                                     |                | 172A009   | Schönau am Königssee Position     | Berchtesgadener Alpen     | Im Leissbruch wurden früher rote Knollenflaserkalke in Adneter Fazies (Königsseer Marmor) abgebaut. Das Gelände liegt im Wald und ist z. T. zugewachsen, eine Aufschlusswand ist aber gut erhalten. In der Aufschlusswand ist die Verfaltung des Gesteins erkennbar. | 500 50 × 10              | Typ: Gesteinsart, Sedimentstrukturen, Falte/Mulde/Sattel Art: Kalkstein                                 | Steinbruch                     | wertvoll           | kein Schutzgebiet                                      |                                  |
| Steinbruch N von Zillwirth                                      |                | 172A010   | Marktschellenberg Position        | Berchtesgadener Alpen     | Im Steinbruch nördlich von Zill wurden bunte Hallstätter Kalke vorwiegend zur Verwendung als Werksteine abgebaut. Der Steinbruch ist inzwischen aufgelassen und noch gut erhalten. Vor allem im Blockmaterial können die interessanten Strukturen (Brekziierung etc.) studiert werden. | 12800 160 × 80           | Typ: Gesteinsart, Schichtfolge Art: Kalkstein, Mergelstein                                              | Steinbruch                     | wertvoll           | Landschaftsschutzgebiet                                |                                  |
| Eisenrichterstein S vom Bahnhof Hallthurm                       |                | 172A011   | Bischofswiesen Position           | Berchtesgadener Alpen     | Der Eisenrichterstein südlich von Hallthurm schließt Gesteine der oberen Gosau auf. Der Eozäne Riffkomplex gehört zu den jüngsten kalkalpinen Gesteinen Bayerns. Die Basis bildet ein 70 m mächtiges Konglomerat aus Kalkkomponenten, darüber folgen verschiedene Riff- und Riffschuttkalke. | 30000 300 × 100          | Typ: Tierische Fossilien, Gesteinsart, Standard-/Referenzprofil, Felswand/-hang Art: Kalkstein          | Hanganriss/Felswand            | besonders wertvoll | kein Schutzgebiet                                      |                                  |
| Ehem. Zillkalkbruch SE von Zill                                 |                | 172A012   | Marktschellenberg Position        | Berchtesgadener Alpen     | Der aufgelassene Steinbruch ist die Typlokalität des Zillkalks. Die Aufschlusswände sind kaum mehr zugänglich, da der Steinbruch als Fischteich genutzt wird. | 6000 120 × 50            | Typ: Typlokalität, Gesteinsart, Schichtfolge Art: Kalkstein                                             | Steinbruch                     | besonders wertvoll | kein Schutzgebiet                                      |                                  |
| Aufgelassener Steinbruch NW von Draxl                           |                | 172A013   | Berchtesgaden Position            | Berchtesgadener Alpen     | Der Steinbruch ist die Typlokalität des Draxlehner Kalkes. Die knolligen Sedimentstrukturen des Draxlehner Kalks lassen sich an der Steinbruchwand gut erkennen. Im Steinbruch ist ein kleiner Bienenlehrpfad eingerichtet. | 4200 70 × 60             | Typ: Typlokalität, Gesteinsart, Sedimentstrukturen Art: Kalkstein                                       | Steinbruch                     | besonders wertvoll | kein Schutzgebiet                                      |                                  |
| Ehemaliger Steinbruch am Kälberstein bei Berchtesgaden          |                | 172A014   | Bischofswiesen Position           | Berchtesgadener Alpen     | Der hier abgebaute fossilreiche rote Hallstätter Knollenkalk wurde als Berchtesgadener Marmor umfangreich im Berchtesgadener Land verbaut. Der Steinbruch wird als Freilichtbühne genutzt. | 5000 100 × 50            | Typ: Gesteinsart, Sedimentstrukturen Art: Kalkstein                                                     | Steinbruch                     | wertvoll           | Landschaftsschutzgebiet                                |                                  |
| Aufschluss am Nierentalgraben E von Pompoint                    |                | 172A015   | Bischofswiesen Position           | Berchtesgadener Alpen     | Gümbel beschreibt und zeichnet 1861 vom Mauslochgraben im Nierental ein Normalprofil für die Zusammensetzung der jüngeren Kreide dieses Alpentheils und benennt die Folge als Nierenthalschichten. Plöchinger & Oberhauser haben 1957 Gümbels Mauslochgraben als den südlichen Nierentalgraben identifiziert. Dabei handelt es sich um den weithin sichtbaren Graben östlich Pompoint, an dessen oberem Ende ein Quellhorizont an der Basis eozäner Kalke durch Rückverlagerung ständig den Hang angräbt. Grundwasserstauer sind die Mergel der Nierentaler Schichten. Das Profil ist stark gestört, der Graben nur weglos erreichbar und zudem durch die junge Geröllfüllung an den Flanken nicht ungefährlich. Dagegen wurden in jüngster Zeit durch den Forstwegebau die Nierentaler Schichten als graue bis rote Mergel am Hängendsteingraben (nördlicher Nierentalgraben) leicht erreichbar freigelegt. Unten am Mauslochgraben steht das Gosau-Basiskonglomerat an. | 750 150 × 5              | Typ: Typlokalität, Schichtfolge, Tierische Fossilien, Schlucht Art: Mergelstein, Konglomerat            | Prallhang/Flussbett/Bachprofil | besonders wertvoll | Landschaftsschutzgebiet, FFH-Gebiet                    |                                  |
| Moserrösche beim Salzbergwerk Berchtesgaden                     | weitere Bilder | 172A017   | Berchtesgaden Position            | Berchtesgadener Alpen     | Der über 350 Jahre alte, rund 105 m lange, Stollen der Moserrösche wurde in die hier besonders standfeste Moräne vorgetrieben. Im Bereich der eingangsnahen Ausmauerung haben sich schöne Kalksinter gebildet. Der Großteil des Stollens ist unverbaut und ermöglicht einen guten Einblick in den Aufbau der Moräne mit ihren unterschiedlichen Gesteinsbruchstücken und Korngrößen. Früher wurde durch den Stollen Wasser geleitet, mit dem die Wassersäulenmaschine das Grundwasser aus dem Bergwerk pumpte. Auch diente er als Zugangstunnel zu den oberhalb gelegenen Salzlagerstätten. Die Moserrösche liegt am Rundwanderweg um das Berchtesgadener Salzbergwerk. Tagsüber ist der Tunnel regelmäßig unverschlossen. Öffnungszeiten und weitere Informationen beim Salzbergwerk oder unter www.salzzeitreise.de. | 210 105 × 2              | Typ: Gesteinsart, Stollen Art: Moräne                                                                   | Tunnel/Stollen/Schacht         | wertvoll           | kein Schutzgebiet                                      |                                  |
| Achthaler Granit im Ultrahelvetikum NW von Achthal              |                | 172A018   | Teisendorf Position               | Salzach-Jungmoränenregion | Nordwestlich von Achthal kommen an einem Hang etliche Blöcke eines Kristallingesteins zutage. Teils sind sie schlecht zugänglich von dornigem Gebüsch umgeben. Bei den als Achthaler Granit bekanntgewordenen Gesteinen handelt es sich um Tonalite bis Quarzdiorite, die als Blöcke im Ultrahelvetikum sedimentiert wurden. Gleichartige Gesteine wurden über eine Strecke von 300 km im Ultrahelvetikum am Nordrand der Alpen nachgewiesen und lassen daher auf eine weite Verbreitung dieses Gesteinstyps im kristallinen Untergrund des Helvetikums schließen. In das Mauerwerk oberhalb des ehemaligen Eisenwerks von Achthal wurden Kristallinblöcke eingebaut, bei denen es sich um Achthaler Granit handeln dürfte. | 225 15 × 15              | Typ: Gesteinsart, Typlokalität Art: Granodiorit, Tonalit                                                | Felshang/Felskuppe             | wertvoll           | FFH-Gebiet                                             |                                  |
| Dopplerbruch im Högler Sandstein SSW von Ainring                |                | 172A019   | Ainring Position                  | Chiemgauer Alpen          | Im Dopplerbruch wurde bis Anfang des 19. Jahrhunderts der Högler Sandstein gewonnen. Der Sandstein fand zur damaligen Zeit vor allem im Salzburger Raum für Wetz- und Schleifsteine und für Tür- und Fensterstöcke viel Verwendung. Geologie und Geschichte des Steinbruchs und seiner Besitzer sind auf zwei Schautafeln erläutert. Im ehemaligen Dopplerbruch stehen Sandsteine, Schluffsteine und Tonsteine der Altlengbach-Formation an. Auf der Unterseite einer Sandsteinplatte sind Strömungsmarken (flute casts) zu sehen. | 10500 350 × 30           | Typ: Sedimentstrukturen, Steinbruch/Grube, Schichtfolge Art: Sandstein, Schluffstein, Tonstein          | Steinbruch                     | wertvoll           | kein Schutzgebiet                                      |                                  |
| Bauxit im Dachsteinkalk am Thomas-Eder-Steig                    |                | 172A023   | Schellenberger Forst Position     | Berchtesgadener Alpen     | An dem in den Fels gesprengten Thomas-Eder-Steig finden sich intensiv rote Gesteinspartien im Dachsteinkalk. Es handelt sich um von Bauxiten erfüllte Spalten und Brekzien. Die rote Färbung ist durch Eisenoxide bedingt. Vorgosauisch waren die Nördlichen Kalkalpen herausgehoben und unterlagen einer intensiven tropischen Verwitterung. Die Laterite wurden abgetragen und in Spalten, Klüfte und Karsthohlräume eingespült. Nachfolgende tektonische Bewegungen führten zur Brekzienbildung. An der Nordseite des Untersbergs gab es in der ersten Hälfte des letzten Jahrhunderts einen Bergbau auf Bauxit. | 20 10 × 2                | Typ: Gesteinsart, Karstschlot, Karstspalte Art: Breccie, Kalkstein                                      | Tunnel/Stollen/Schacht         | bedeutend          | Landschaftsschutzgebiet, FFH-Gebiet                    |                                  |
| Typlokalität der Roßfeld-Formation an der Roßfeldstraße         |                | 172A024   | Eck Position                      | Berchtesgadener Alpen     | An der Scheitelstrecke der Roßfeldstraße ist in einer Straßenböschung die Roßfeld-Formation aufgeschlossen. Auf 25 m an dickbankigen Sandsteinen der Unteren Roßfeld-Formation folgen abrupt die Konglomerate und geröllführenden Sandsteine der Oberen Roßfeld-Formation. Die Roßfeld-Formation wird inzwischen als Molasse-ähnliche Ablagerung in einem tektonisch beeinflussten Vorlandbecken angesehen. Besonders bemerkenswert innerhalb der Konglomerate sind Radiolarit- und Ophiolit-Komponenten, die auf die Erosion eines obduzierten, d. h. auf kontinentale Kruste aufgeschobenen, und heute an der Oberfläche nicht mehr nachweisbaren Ozeanbodens hindeuten. Die Obere Roßfeld-Formation weist zahlreiche Sedimentstrukturen wie Strömungsmarken, Gleitfalten und erosive Schichtgrenzen auf. | 3000 600 × 5             | Typ: Typlokalität, Schichtfolge, Gesteinsart, Sedimentstrukturen Art: Sandstein, Konglomerat            | Böschung                       | besonders wertvoll | kein Schutzgebiet                                      |                                  |
| Typlokalität der Sillenkopf-Formation an den Sillenköpfen       |                | 172A025   | Schönau am Königssee Position     | Berchtesgadener Alpen     | Die kieseligen Sedimente mit turbiditischen Einlagerungen an den Sillenköpfen waren wie andere derartige Sedimente in die Tauglboden-Formation gestellt worden bis auffiel, dass die Komponenten innerhalb der Turbidite eine völlig andere Zusammensetzung haben. Es musste daher ein anderes Liefergebiet und ein anderer Ablagerungsraum angenommen werden. Die Sillenkopf-Formation wurde im Sillenkopf-Becken abgelagert, das vom Tauglboden-Becken im Norden durch eine Schwelle getrennt war. Das Sillenkopf-Becken erhielt Sedimentzufuhr auch von einer südlich gelegenen Plattform, was die unterschiedliche Komponentenzusammensetzung erklärt. Orkan Lothar stürzte 1999 zahlreiche Bäume an der Südseite der Sillenköpfe um und schuf so Aufschlüsse, die eine Profilaufnahme an der Typlokalität gestatteten. Inzwischen sind diese Aufschlüsse wieder weitgehend überwachsen. | 3600 60 × 60             | Typ: Typlokalität, Schichtfolge, Gesteinsart Art: Kieselkalkstein, Konglomerat                          | Felshang/Felskuppe             | wertvoll           | Nationalpark, FFH-Gebiet, Vogelschutzgebiet            |                                  |
| Klauskalk im aufgel. Steinbruch S von Schloss Staufeneck        |                | 172A026   | Piding Position                   | Chiemgauer Alpen          | In dem verfallenen Steinbruch SE von Schloss Staufeneck ist ein heller Kalkstein aufgeschlossen, der auch am Schlossberg ansteht, dort aber nicht zugänglich ist. Neben Echinodermenschutt enthält das Gestein Ammonitenbrut. Als Tiefschwellenkalk des Mittel- bis Oberjura ist es der Klaus – bis Steinmühl-Formation zuzuordnen. Oberhalb des Bruchs finden sich in der Verwitterungszone hellbraune flache Blöcke eines eozänen Nummulitensandsteins, der vermutlich unweit unter Überdeckung ansteht (Erhardt 1931). | 1500 50 × 30             | Typ: Schichtfolge, Gesteinsart, Tierische Fossilien Art: Kalkstein, Kalksandstein                       | Steinbruch                     | bedeutend          | Landschaftsschutzgebiet                                |                                  |
| Typlokalität der Achthal-Formation WSW von Teisendorf           |                | 172A027   | Teisendorf Position               | Salzach-Jungmoränenregion | Im Stecherwald bei Teisendorf wurde ein aus mehreren Bachaufschlüssen zusammengesetztes Profil der ultrahelvetischen Achthal-Formation definiert. Das Hauptprofil liegt in dem Graben unterhalb Goppling. Es besteht im Wesentlichen aus einer teils turbiditischen Wechselfolge von Sandstein, Tonstein- und Mergelstein, die von der obersten Kreide bis ins untere Eozän reicht. Die Sedimente wurden am Kontinentalrand des Nordkontinents zwischen Schelf (Helvetikum) und penninischer Tiefsee (Rhenodanubischer Flysch) abgelagert. Das Profil kann – weglos und nicht ganz einfach – von dem Brückchen am Wanderweg aus den meist nur wenig wasserführenden Bach aufwärts begangen werden. Zuerst wird noch mit einem roten tonigen Mergelstein (Abb. 1) die unterlagernde Buntmergelserie angetroffen. In der darüberliegenden Wechselfolge finden sich teils typische Turbidit-Sequenzen, Strömungsmarken und Spurenfossilien an der Unterseite von Sandsteinbänken und Tonstein-Intraklaste in Sandsteinen. | 7500 250 × 30            | Typ: Schichtfolge, Typlokalität Art: Sandstein, Tonstein                                                | Prallhang/Flussbett/Bachprofil | wertvoll           | FFH-Gebiet                                             |                                  |
| Bürgen-Formation S von Wimmern                                  |                | 172A028   | Teisendorf Position               | Salzach-Jungmoränenregion | An der Böschung eines Bachlaufs zur Sur sind südlich von Wimmern Grünsandsteine der unteren Adelholzener Schichten aufgeschlossen. Die Schichtfolge ist vor allem an den fossilen Gehäusen von Großforaminiferen (Gattungen Assilina, Nummulites, Discocyclina) zu erkennen, die den kleinen Hang übersäen. Die Foraminiferen-Vergesellschaftung lässt die Schichten ins Lutet (Eozän) einordnen. Seine besondere Bedeutung – neben dem Fossilreichtum – hat der kleine Aufschluss dadurch, dass an seinem nordwestlichen Rand der Grünsandstein diskordant – mit sedimentärem Kontakt – auf Mergelsteinen des Maastricht (oberste Kreide) liegt. Dies ist die einzige bekannte Stelle in den bayerischen und österreichischen Alpen, an der die Basis der mitteleozänen Transgression auf den helvetischen Schelf aufgeschlossen ist. Die Schichtlücke an erodiertem Gestein beträgt etwa 15 Millionen Jahre. Das Geotop ist vom Bahnhof Teisendorf über Gumperting zu erwandern. Der Aufschluss kann weglos östlich des Bachlaufs aufwärtsgehend erreicht werden. | 150 15 × 10              | Typ: Schichtfolge, Tierische Fossilien Art: Sandstein, Mergelstein                                      | Prallhang/Flussbett/Bachprofil | besonders wertvoll | kein Schutzgebiet                                      |                                  |
| Raibl-Formation am Staubbachfall E von Unterjettenberg          |                | 172A029   | Schneizlreuth Position            | Berchtesgadener Alpen     | Das Profil in Schichten der Raibl-Formation am Staubbachfall bei Unterjettenberg ist in der älteren Literatur beschrieben, der Ort ist aber nicht so leicht zu finden, denn der kleine Wasserfall ist schon lange aus der topographischen Karte verschwunden. Ende des 19. Jahrhunderts war er aber in Reiseführern und als Ansichtskartenmotiv überall zu finden. Vielleicht hat der Bau der steinernen Brücke über den Schwarzbach – durch die auch die Soleleitung führt – den Wasserfall aus dem touristischen Blickwinkel verschoben. Von der Brücke über den Schwarzbach aus zeigt der Blick nach Osten an einer meist nur von wenig Wasser überrieselten Wand das Profil. Es ist nicht zugänglich. Ein Fernglas hilft bei der genaueren Betrachtung. Die etwa 20 m mächtige Schichtfolge besteht aus sandigen Tonsteinen mit Sandsteinen und einer Oolithkalkbank. Unter der Brücke steht der liegende Ramsaudolomit an. | 100 20 × 5               | Typ: Gesteinsart, Schichtfolge Art: Tonstein, Sandstein                                                 | Hanganriss/Felswand            | wertvoll           | kein Schutzgebiet                                      |                                  |
| Ehemalige Soleleitung am Thumsee                                | weitere Bilder | 172G001   | Bad Reichenhall Position          | Chiemgauer Alpen          | Am Rande eines Schuttkars ragen unterhalb des Wanderwegs die verwitterten Reste der alten Holz-Soleleitung aus dem Hang. | 2 1 × 2                  | Typ: Soleleitung, Schuttkegel Art: Holz, Dolomitstein                                                   | kein Aufschluss                | wertvoll           | Landschaftsschutzgebiet                                |                                  |
| Mühlsteinbruch in der Ramsau                                    |                | 172G002   | Ramsau bei Berchtesgaden Position | Berchtesgadener Alpen     | Aufgeschlossen ist interglazialer Nagelfluh aus dem Riß-Würm-Interglazial (eventuell handelt es sich aber auch um älteren Ramsauer Nagelfluh). Die Spuren der manuellen Gewinnung von Mühlsteinen sind deutlich zu erkennen. Der Abbau erfolgte teilweise unterirdisch in weiten Grotten. Das Gestein enthält auch sehr große Gerölle bis 0,8 m Durchmesser. | 4000 200 × 20            | Typ: Steinbruch/Grube Art: Konglomerat                                                                  | Steinbruch                     | wertvoll           | kein Schutzgebiet                                      |                                  |
| Manganerzschurf am Kleinen Jenner                               |                | 172G003   | Schönau am Königssee Position     | Berchtesgadener Alpen     | Liaskalke und schwarze Liasschiefer sind hier tektonisch eingemuldet in Dachsteinkalken. Aufgeschlossen ist sedimentäres Mangan-Karbonat mit vereinzelt eingeschalteten Japsisbänken als Flöz an der Kontaktstelle zwischen Kalk und Schiefer. Am Erzausbiss am Weg zur Mitterkaseralm erkennt man kleinbröckelige und schwarz glänzende Psilomelan-Knollen (Oxidationserscheinungen!). In der Umgebung liegen auch mehrere Schürfe und Prospektionsstollen. | 10 5 × 2                 | Typ: Schurf Art: Kalkstein, Tonstein                                                                    | Schurf                         | wertvoll           | kein Schutzgebiet                                      |                                  |
| Salzbergwerk Berchtesgaden                                      | weitere Bilder | 172G004   | Berchtesgaden Position            | Berchtesgadener Alpen     | Im Salzbergwerk Berchtesgaden wird seit 1517 Speise- und Streusalz gewonnen. Der Abbau erfolgt derzeit in etwa 30 Bohrspülwerken, die jeweils innerhalb von 30 Jahren rund 1,3 Mio. Kubikmeter Sole liefern. Die Sole wird in einer rund 19 km langen Soleleitung zur Bad Reichenhaller Saline gepumpt. Ein Teil ist als Besucherbergwerk der Öffentlichkeit zugänglich. Information: www.salzzeitreise.de – Abb. 2: Salzbergwerk Berchtesgaden. | 6750000 4500 × 1500      | Typ: Stollen, Gesteinsart, Schichtfolge, Mineralien, Soleleitung Art: Chloridsalzgestein                | Tunnel/Stollen/Schacht         | besonders wertvoll | kein Schutzgebiet                                      |                                  |
| Quellenbau Bad Reichenhall                                      | weitere Bilder | 172G005   | Bad Reichenhall Position          | Berchtesgadener Alpen     | Bereits seit der frühen Bronzezeit werden die salzhaltigen Quellen von Bad Reichenhall zur Salzgewinnung genutzt. Derzeit beträgt die Siedesalz-Produktion ca. 300.000 Tonnen/Jahr. Seit 1834 drehen sich die 13 m großen Wasserräder der Saline ununterbrochen. Quellenbau und das Salzmuseum können besichtigt werden. Information: www.alte-saline-bad-reichenhall.de – Foto 1: Alte Saline, Bad Reichenhall | 22500 150 × 150          | Typ: Soleleitung, Mineralquelle Art: Chloridsalzgestein                                                 | kein Aufschluss                | wertvoll           | kein Schutzgebiet                                      |                                  |
| Blei-Zink-Erzbergbau Königsberg SE von Königssee                |                | 172G006   | Schönau am Königssee Position     | Berchtesgadener Alpen     | Das alte Bergbaugebiet auf der Königsbergalpe war mit einem Schacht, mehreren Stollen und mit Schürfbauen erschlossen. Der Bergbau begann 1568 mit Schürfarbeiten durch die reichsunmittelbare Fürstpropstei Berchtesgaden und setzte sich mit Unterbrechungen unter österreichischer und kurfürstlich-bayerischer Regie fort. Zuletzt war eine Gewerkschaft Königsberg von 1889 bis zur Einstellung des Bergbaus 1919 aktiv. Die Blei-Zinkvererzung geht von schichtgebundenen Erzkörpern von syngenetischer Entstehung im Ramsaukalk aus. Später erfolgte eine Teilmobilisierung und Absatz der Erzlösungen in Klüften und Hohlräumen der Kalke und Dolomite. Tektonische Vorgänge brachten die Lagerstätte in den Verwitterungsbereich. Am Hang gegenüber der Alpe unterhalb des Schneibsteinhauses liegt die alte Fundgrube Anton mit dem verschütteten Stollenmundloch. Braune Gesteinsfarben und aufgrund der Schwermetallbelastung spärlich bewachsene Flächen zeigen den Ausstrich eines Erzkörpers mit Fundmöglichkeiten für Galmei und Bleiglanz an. | 292500 650 × 450         | Typ: Schurf, Stollen, Schacht Art: Buntmetallerz, Dolomitstein                                          | Schurf                         | wertvoll           | Nationalpark, FFH-Gebiet, Vogelschutzgebiet            |                                  |
| Gschwendtner Bruch im Högler Sandstein E von Gschwendt          |                | 172G008   | Piding Position                   | Chiemgauer Alpen          | Der Steinbruch liegt am Högler Rundwanderweg und ist von der Stroblalm und der Neubichler Alm aus als Högler Steinbruch beschildert. Um 1950 wurde hier letztmals Högler Sandstein gebrochen. Eine Schautafel erläutert Abbau und Nutzung des Sandsteins und Geologie. Die Sandsteine der Altlengbach-Formation des Rhenodanubischen Flyschs zeigen wellige Schichtflächen und Rinnenkörper. Der südliche Teil des früheren Steinbruchs ist bebaut und abgezäunt. | 325 25 × 13              | Typ: Steinbruch/Grube, Sedimentstrukturen, Gesteinsart Art: Sandstein                                   | Steinbruch                     | bedeutend          | kein Schutzgebiet                                      |                                  |
| Maximilian II. Erbstollen bei Achthal                           |                | 172G009   | Teisendorf Position               | Salzach-Jungmoränenregion | Ein Erbstollen ist der tiefste Wasserlösestollen eines Bergwerkbezirks. Er erbt die Wässer aller darüberliegenden Bergwerke. Der Maximilian II. Erbstollen des Eisenerzbergbaus am Teisenberg wurde ab Mai 1844 aufgefahren und im Juli 1855 eingeweiht. Er erreichte im April 1871 nach 2001 m das Ulrichflöz – in 90 m Tiefe etwa dort, wo heute die Straße von Achthal Neukirchen erreicht. Einige Zeit später wurde der Erbstollen dann auch Förderstollen direkt zum Hochofen Achthal. Das Wasser, das unter den Fördergleisen lief, wurde in Achthal für den Antrieb verschiedener Maschinen genutzt. Der Kanal ist teilweise noch erhalten. Das Eisenwerk Achthal wurde 1919 stillgelegt und abgerissen, der Eisenerzbergbau bei Neukirchen dann 1925 eingestellt. Der Stollen ist Baudenkmal, der Eingang vergittert. Ein Zugang ist nicht möglich. | 4002 2001 × 2            | Typ: Stollen Art: Sandstein                                                                             | Tunnel/Stollen/Schacht         | wertvoll           | kein Schutzgebiet                                      |                                  |
| Ehem. Steinbruch im Achthaler Sandstein W von Achthal           |                | 172G010   | Teisendorf Position               | Salzach-Jungmoränenregion | Gümbel zählt 1861 zum Nummulitengebilde: Gelber Achthaler-Sandstein, ein ziemlich gleichkörniger, mittelfeiner, kalkarmer Sandstein von intensiv gelber oder gelblich-weißer Farbe und er schreibt: Steinbrüche bei Achenthal liefern im gelben Sandsteine außer Bausteinen brauchbares Material für Gestellsteine. Gestellsteine wurden zum Aufbau des Schmelzraums in den Hochöfen verwendet. Dass der Sandstein in seiner kalkfreien Varietät hier feuerfest war und direkt hinter dem Achthaler Hochofen gebrochen werden konnte, war günstig. Der alte Steinbruch mit mehreren Abbausohlen ist teilweise zugewachsen. Es finden sich aber noch Aufschlüsse von Sandstein und in Mauern – Einsturzgefährdet! Abstand halten! – zum alten Eisenwerksgelände hin fand der Sandstein Verwendung. Ein Mauerstein zeigt die Jahreszahl 1851. Der Achthaler Sandstein wird heute in das Ultrahelvetikum gestellt. Die Erstbeschreibung Gümbels stammt von hier, die Typlokalität der Achthal-Formation wurde aber erst in jüngster Zeit weiter östlich bei Teisendorf definiert.                                                                                            | 6500 100 × 65            | Typ: Steinbruch/Grube, Gesteinsart Art: Sandstein                                                       | Steinbruch                     | bedeutend          | FFH-Gebiet                                             |                                  |
| Schellenberger Eishöhle                                         | weitere Bilder | 172H001   | Schellenberger Forst Position     | Berchtesgadener Alpen     | Berühmt sind die winterlichen Eisfiguren, -stalaktiten und -stalagmiten der Schellenberger Eishöhle. Die vereiste Eingangshalle wird im Sommer als Schauhöhle genutzt. Bergwärts schließt sich ein ausgedehntes und meist geräumiges Gangsystem an. | 7240 3620 × 2            | Typ: Karst-Schacht-&Horizontalhöhle Art: Kalkstein                                                      | kein Aufschluss                | besonders wertvoll | Naturdenkmal, Landschaftsschutzgebiet, FFH-Gebiet      |                                  |
| Kalter Keller bei Berchtesgaden                                 |                | 172H003   | Berchtesgaden Position            | Berchtesgadener Alpen     | Im Hang liegt der etwa 8 m hohe und 3 m breite Eingang zu einer 10 m langen Klufthöhle, der im Sommer starker kalter Luftzug entströmt. Das gesamte Gebiet oberhalb (Schluchtenweg) ist von Bergzerreißungen geprägt. Der Luftzug entstammt den Klufthohlräumen, die sich hier gebildet haben. Der Kalte Keller wurde früher als Kühlraum des benachbarten Wirtshauses genutzt. | 30 10 × 3                | Typ: Kluft-/Tektonische Höhle Art: Dolomitstein                                                         | kein Aufschluss                | bedeutend          | Naturdenkmal                                           |                                  |
| Kuhloch SE von Zillwirth                                        |                | 172H004   | Marktschellenberg Position        | Berchtesgadener Alpen     | An die 20 m breite Vorhalle schließt sich eine Versturzkammer ohne Fortsetzung an. Es wurden Siedlungsspuren aus der La-Tène-Zeit gefunden. | 120 30 × 4               | Typ: Karst-Horizontalhöhle Art: Kalkstein                                                               | kein Aufschluss                | bedeutend          | kein Schutzgebiet                                      |                                  |
| Salzgrabenhöhle                                                 |                | 172H005   | Schönau am Königssee Position     | Berchtesgadener Alpen     | Die über 9 km lange Höhle weist einen maximalen Höhenunterschied von 265 m auf. Es ist eine der längsten bisher bekannten Höhlen Deutschlands. Neben verzweigten Gangsystemen werden auch große Hallen und aktive Wasserläufe angetroffen. Der Eingang ist verschlossen. | 18024 9012 × 2           | Typ: Karst-Schacht-&Horizontalhöhle Art: Kalkstein                                                      | kein Aufschluss                | besonders wertvoll | Nationalpark, FFH-Gebiet, Vogelschutzgebiet            |                                  |
| Riesending-Schachthöhle im Untersberg                           | weitere Bilder | 172H006   | Bischofswiesen Position           | Berchtesgadener Alpen     | Die Lage des Höhleneingangs wird nicht veröffentlicht. Der Objektpunkt wurde ans Stöhrhaus gelegt. Die Riesending-Schachthöhle ist mit einer erforschten Ganglänge von 19.500 m die längste und mit 1.148 m auch die tiefste Höhle Deutschlands. Die Höhle ist vor allem entlang der Hauptstörungsrichtung SO-NW angelegt und weist zwei ausgeprägte Höhlenniveaus auf. In der Höhle sind die Übergänge vom Dachsteinkalk in den Dachsteindolomit, in die Raibl-Formation und in den Ramsaudolomit aufgeschlossen. Aus Siltüberzügen auf Tropfsteinen in einer tiefen Kammer wurde geschlossen, dass bereits ausgebildete tiefe Höhlenteile erneut mit Wasser gefüllt wurden. Dies dürfte geschehen sein, als sich die Talungen durch den pleistozänen Gletschervorschub mit Eis füllten und der Karstwasserspiegel anstieg. Es wird vermutet, dass die in der Höhle angetroffenen Wässer in der Fürstenbrunner Quellhöhle zutage treten. | 39000 19500 × 2          | Typ: Karst-Schacht-&Horizontalhöhle Art: Kalkstein, Dolomitstein                                        | Höhle                          | besonders wertvoll | Landschaftsschutzgebiet, FFH-Gebiet                    |                                  |
| Karstquelle Schwarzbachloch                                     | weitere Bilder | 172Q001   | Ramsau bei Berchtesgaden Position | Berchtesgadener Alpen     | Durch den Grundwasserstauer an der Grenzfläche Ramsaudolomit-Dachsteinkalk konnten im Karst periodisch aktive Wasserhöhlen entstehen. Die imposante Quelle entspringt je nach Schüttung aus der Karsthöhle oder etwas unterhalb. | 60 10 × 6                | Typ: Schichtquelle, Karst-Horizontalhöhle Art: Kalkstein, Dolomitstein                                  | kein Aufschluss                | besonders wertvoll | Naturschutzgebiet, Naturdenkmal, FFH-Gebiet            |                                  |
| Gletscherquellen in der Ramsau                                  |                | 172Q002   | Ramsau bei Berchtesgaden Position | Berchtesgadener Alpen     | Entlang einer Quelllinie trifft man auf mehrere stark schüttende Quellen innerhalb eines stark bemoosten Blockfeldes. | 12500 250 × 50           | Typ: Schuttquelle, Schichtquelle Art: Kalkstein, Blöcke                                                 | kein Aufschluss                | besonders wertvoll | kein Schutzgebiet                                      |                                  |
| Höglwörther See                                                 | weitere Bilder | 172R001   | Anger Position                    | Salzach-Jungmoränenregion | Der See, der in spätglazialen Deltaschottern liegt, ist ein Relikt eines großen spätglazialen Sees im Stammbecken des Salzach-Vorland Gletschers. | 160000 400 × 400         | Typ: Endmoränensee Art: Schotter                                                                        | kein Aufschluss                | wertvoll           | Landschaftsschutzgebiet, FFH-Gebiet                    |                                  |
| Funtensee mit Teufelsmühle                                      | weitere Bilder | 172R002   | Schönau am Königssee Position     | Berchtesgadener Alpen     | Nach Langenscheid (1986) handelt es sich bei der Funtenseesenke um ein Uvala. Die große Karsthohlform entwässert unterirdisch in die sogenannte Teufelsmühle, einen verstürzten Ponor, in den das Wasser hörbar aber unsichtbar abfließt. | 560000 1400 × 400        | Typ: Uvala, Ponor Art: Kalkstein, Dolomitstein                                                          | Doline/Erdfall                 | besonders wertvoll | Nationalpark, FFH-Gebiet, Vogelschutzgebiet            |                                  |
| Löwenschlucht SW von Schaffelpoint                              | weitere Bilder | 172R003   | Bayerisch Gmain Position          | Berchtesgadener Alpen     | Aufgeschlossen ist hier Ramsau-Dolomit der Berchtesgadener Einheit. Der Höhenunterschied beträgt 200 m bei 300 m Länge und maximal 20 m Breite. | 6000 300 × 20            | Typ: Schlucht, Gesteinsart Art: Dolomitstein                                                            | Prallhang/Flussbett/Bachprofil | bedeutend          | kein Schutzgebiet                                      |                                  |
| Bergsturz am Pass Hallthurm                                     |                | 172R004   | Bischofswiesen Position           | Berchtesgadener Alpen     | Auf einem Areal von ca. 8 Hektar findet man Bergsturzmaterial aus Blöcken des Dachstein-Kalkes vor. | 1275000 1700 × 750       | Typ: Bergsturz Art: Kalkstein                                                                           | Block                          | wertvoll           | Landschaftsschutzgebiet, FFH-Gebiet                    |                                  |
| Priesterstein bei Oberau                                        |                | 172R005   | Berchtesgaden Position            | Berchtesgadener Alpen     | Der Priesterstein ist ein Relikt der Hallstätter-Decke. Die Hallstätter Gesteinsschollen sind in die neokomen Roßfeldschichten eingeglitten. Die bei tektonischer Einengung hoch mobilen Salzgesteine des Haselgebirges im Untergrund bewirkten, dass die Gesteinsschollen bei der Alpen-Entstehung nach oben gepresst wurden. | 1750 50 × 35             | Typ: Felsburg, Gesteinsart Art: Kalkstein                                                               | Block                          | wertvoll           | Naturdenkmal                                           |                                  |
| Müßbachwasserfall SW von Schneizlreuth                          |                | 172R006   | Schneizlreuth Position            | Chiemgauer Alpen          | Über eine kleine Stufe von ca. 9 m stürzt der Müßbach als schmaler Wasserfallstrahl in einen kleinen Pool im tiefer liegenden Saalbach. | 1000 250 × 4             | Typ: Wasserfall Art: Dolomitstein                                                                       | kein Aufschluss                | bedeutend          | Naturdenkmal, Landschaftsschutzgebiet, FFH-Gebiet      |                                  |
| Gletschertöpfe am Kälberstein in Berchtesgaden                  | weitere Bilder | 172R007   | Berchtesgaden Position            | Berchtesgadener Alpen     | Die tiefen runden Auskolkungen in Hallstätter Kalken entstanden durch Gletscher-Schmelzwässer. | 100 10 × 10              | Typ: Gletschermühle Art: Kalkstein                                                                      | Prallhang/Flussbett/Bachprofil | wertvoll           | Naturdenkmal                                           |                                  |
| Gletschergarten Weißbach                                        | weitere Bilder | 172R008   | Schneizlreuth Position            | Chiemgauer Alpen          | Der Gletscherschliff erfolgte in der Würmeiszeit. Beim Straßenbau wurden die polierten Partnachkalke unter spätglazialen, Kristallin führenden Schottern freigelegt. | 2500 50 × 50             | Typ: Gletscherschliff Art: Kalkstein                                                                    | Felshang/Felskuppe             | wertvoll           | Naturdenkmal                                           |                                  |
| Zauberwald Ramsau                                               | weitere Bilder | 172R009   | Ramsau bei Berchtesgaden Position | Berchtesgadener Alpen     | Ca. 3500 Jahre vor heute stürzten über 15 Mio. m³ Gesteinsmassen aus dem Blaueistal im heutigen Nationalpark herab. Sie formten die reizvolle Landschaft mit einer Unzahl von riesigen Blöcken, Spalten und Erdlöchern. Die Bergsturzmassen bestehen aus Dachsteinkalken und sandigen Tonmergeln der unteren Werfener Schichten. Sie führten auch zum Aufstau des Hintersees. | 10000 500 × 20           | Typ: Bergsturz Art: Kalkstein                                                                           | Prallhang/Flussbett/Bachprofil | besonders wertvoll | kein Schutzgebiet                                      | Bayerns schönste Geotope Nr. 46  |
| Taubensee NW von Ramsau                                         | weitere Bilder | 172R010   | Ramsau bei Berchtesgaden Position | Berchtesgadener Alpen     | Der randlich versumpfte See liegt in Würm-Fernmoränenmaterial. | 25000 250 × 100          | Typ: Endmoränensee, Niedermoor Art: Moräne, Torfiges Lockergestein                                      | kein Aufschluss                | bedeutend          | Naturdenkmal, Landschaftsschutzgebiet                  |                                  |
| Wasserfall am Finsterstein SW von Unterklapf                    |                | 172R011   | Bischofswiesen Position           | Berchtesgadener Alpen     | Steilstufe mit Wasserfall im Ramsaudolomit. | 900 30 × 30              | Typ: Wasserfall Art: Dolomitstein                                                                       | Prallhang/Flussbett/Bachprofil | bedeutend          | Naturdenkmal                                           |                                  |
| Steinerne Agnes                                                 | weitere Bilder | 172R012   | Bischofswiesen Position           | Berchtesgadener Alpen     | Die Steinerne Agnes repräsentiert eine seltene Verwitterungsform im Dolomit. Es handelt sich um eine 10 Meter hohe Felsnadel aus Ramsaudolomit der Berchtesgadener Einheit mit einem 3 Meter hohen, pilzförmigen Felshut. Unterschiedlich resistente Lagen im Dolomit sind vermutlich die Ursache für das Entstehen der markanten Verwitterungsform. | 200 20 × 10              | Typ: Felsturm/-nadel Art: Dolomitstein                                                                  | Hanganriss/Felswand            | wertvoll           | Naturdenkmal, Landschaftsschutzgebiet                  | Bayerns schönste Geotope Nr. 25  |
| Kalktuffe E von Preisen                                         |                | 172R013   | Schönau am Königssee Position     | Berchtesgadener Alpen     | Dicke Kalktuffterrassen an der Einmündung eines karbonatreichen Nebenbaches in die Ramsauer Ache. | 200 20 × 10              | Typ: Sinterbildung Art: Kalktuff                                                                        | Prallhang/Flussbett/Bachprofil | bedeutend          | kein Schutzgebiet                                      |                                  |
| Almbachklamm W von Kugelmühle                                   | weitere Bilder | 172R014   | Schellenberger Forst Position     | Berchtesgadener Alpen     | Die in Ramsaudolomit eingeschnittene Klamm wurde schon 1894 touristisch erschlossen. Am Klamm-Eingang findet man graue und graugrüne Werfener Schiefer mit Sandsteinplatten. Hier steht auch die einzig erhaltene Kugelmühle der Schellenberger Gegend. | 270000 2700 × 100        | Typ: Klamm Art: Dolomitstein, Sandstein                                                                 | Prallhang/Flussbett/Bachprofil | wertvoll           | Naturdenkmal, Landschaftsschutzgebiet, FFH-Gebiet      |                                  |
| Höll-Graben SE von Mitterbach                                   |                | 172R015   | Schönau am Königssee Position     | Berchtesgadener Alpen     | In der Schlucht ist überwiegend Dachsteinkalk, im Hangenden (nach SE) auch rote Oberlias-Mergel und Dogger-Radiolarite zu finden. Im oberen Teil, SW des Klausbichls, folgen Zlambachschichten. | 180000 2000 × 90         | Typ: Schlucht, Schichtfolge Art: Kalkstein, Mergelstein, Radiolarit                                     | Prallhang/Flussbett/Bachprofil | bedeutend          | Naturdenkmal                                           |                                  |
| Priesterstein beim Königlichen Schloss Berchtesgaden            |                | 172R016   | Berchtesgaden Position            | Berchtesgadener Alpen     | Großer Aufschluss von Hallstätter Kalken unterhalb des Berchtesgadener Schlosses. | 840 70 × 12              | Typ: Gletscherschliff Art: Kalkstein                                                                    | Hanganriss/Felswand            | bedeutend          | Naturdenkmal                                           |                                  |
| Schuttlandschaft im Wimbachtal S von Ramsau                     | weitere Bilder | 172R017   | Ramsau bei Berchtesgaden Position | Berchtesgadener Alpen     | Die enormen Schuttmassen entstehen überwiegend aus dem griesartig verwitternden Ramsaudolomit. Der Gesteinsschutt wird hier gelegentlich zum Schutz der Quellfassung der Trinkwasserversorgung Berchtesgaden und des Weges künstlich umgelagert. Das Niederschlagswasser versickert im Schutt und tritt erst 2 km vor der Wimbachklamm wieder aus (Quellfassung der Hochquellenleitung). | 200000 1000 × 200        | Typ: Schwemmfächer, Schuttquelle Art: Dolomitstein                                                      | Prallhang/Flussbett/Bachprofil | wertvoll           | Nationalpark, FFH-Gebiet, Vogelschutzgebiet            |                                  |
| Wimbachklamm SW von Wimbach                                     | weitere Bilder | 172R018   | Ramsau bei Berchtesgaden Position | Berchtesgadener Alpen     | Die Tirolische Einheit taucht hier unter die Berchtesgadener Einheit ein. Es ist das geologische Profil der Trias (Dachsteinkalk) und der Lias (Hornsteinkalke, Knollenkalke, Spatkalke) zu erkennen. An den Bankungen der Liaskalke treten zahlreiche Schichtquellen auf. Zu sehen sind auch einige gewaltige Strudellöcher. | 20000 500 × 40           | Typ: Klamm, Schichtfolge, Kolk, Schichtquelle Art: Kalkstein                                            | Prallhang/Flussbett/Bachprofil | besonders wertvoll | Nationalpark, FFH-Gebiet, Vogelschutzgebiet            |                                  |
| Findlinge Schustersteine bei Unterschönau                       | weitere Bilder | 172R019   | Schönau am Königssee Position     | Berchtesgadener Alpen     | Auffallender großer Findlingsblock aus Dachsteinkalk neben der Straße Berchtesgaden – Königssee. | 80 10 × 8                | Typ: Findling Art: Kalkstein                                                                            | Block                          | bedeutend          | Naturdenkmal                                           |                                  |
| Findling Großer Stangerstein am Königssee                       | weitere Bilder | 172R020   | Schönau am Königssee Position     | Berchtesgadener Alpen     | Riesiger Findlingsblock aus Dachsteinkalk am Königssee-Parkplatz. | 204 12 × 17              | Typ: Findling Art: Kalkstein                                                                            | Block                          | bedeutend          | Naturdenkmal                                           |                                  |
| Findling Löwenstein am Königssee                                |                | 172R021   | Schönau am Königssee Position     | Berchtesgadener Alpen     | Hausgroßer Findlingsblock aus Dachsteinkalk. | 280 14 × 20              | Typ: Findling Art: Kalkstein                                                                            | Block                          | bedeutend          | Naturdenkmal                                           |                                  |
| Schrainbachfall am Königssee                                    | weitere Bilder | 172R022   | Schönau am Königssee Position     | Berchtesgadener Alpen     | Der Schrainbach überwindet auf kurzer Strecke 200 Höhenmeter, bevor er in den Königssee stürzt. Er unterfließt dabei auch eine Naturbrücke. Der mehrstufige Wasserfall überwindet eine sichtbare Fallhöhe von ca. 80 m. | 21600 360 × 60           | Typ: Wasserfall, Karst-Halbh./Naturbrücke Art: Kalkstein                                                | Prallhang/Flussbett/Bachprofil | wertvoll           | Nationalpark, FFH-Gebiet, Vogelschutzgebiet            |                                  |
| Gletscherschliff und Dolinen an der Unterlahner Alm             |                | 172R023   | Schönau am Königssee Position     | Berchtesgadener Alpen     | Der Rand der Verebnung wird von einem großen Gletscherschliff gebildet. Der Hangschutt weist dolinenartige Sackungserscheinungen auf, das Gebiet ist aber auch verkarstet. | 600000 1000 × 600        | Typ: Gletscherschliff, Doline, Karren/-felder Art: Kalkstein                                            | Hanganriss/Felswand            | wertvoll           | Nationalpark, FFH-Gebiet, Vogelschutzgebiet            |                                  |
| Königsbach-Schlucht mit Wasserfall                              | weitere Bilder | 172R024   | Schönau am Königssee Position     | Berchtesgadener Alpen     | Der Königsbach fließt durch eine Schlucht und über einen Wasserfall dem Königssee zu. An der Bacheinmündung zum Königssee sind Moränenreste zu finden. Mit einer Höhe von ca. 200 m ist der Königsbach-Wasserfall der fünfthöchste Fall in Deutschland. | 12000 400 × 30           | Typ: Schlucht, Wasserfall Art: Kalkstein                                                                | Prallhang/Flussbett/Bachprofil | bedeutend          | Nationalpark, FFH-Gebiet, Vogelschutzgebiet            |                                  |
| Eiskapelle W von St. Bartholomä                                 | weitere Bilder | 172R025   | Schönau am Königssee Position     | Berchtesgadener Alpen     | Die Eiskapelle ist ein wechselnd großes, aber ständiges Firnfeld, das durch den Lawinenschnee der Watzmann-Ostwand genährt wird. Dieses stellt ein Relikt eines Eisstroms dar, der aus dem Watzmannkar kommend in das Königsseetal geflossen war. Die Eiskapelle wird von einer geräumigen Höhle durchzogen, die jedoch ständig einsturzgefährdet ist. Es handelt sich um das tiefstgelegene Vorkommen von Gletschereis im deutschen Alpenraum. | 250000 500 × 500         | Typ: Gletscher/Firnfeld Art: Dolomitstein                                                               | kein Aufschluss                | wertvoll           | Nationalpark, FFH-Gebiet, Vogelschutzgebiet            | Bayerns schönste Geotope Nr. 100 |
| Blaueisgletscher am Hochkalter                                  | weitere Bilder | 172R026   | Ramsau bei Berchtesgaden Position | Berchtesgadener Alpen     | Dieser nördlichste Alpengletscher ist ein Hängegletscher von geringer Ausdehnung mit Rand-, Längs- und Radialspalten sowie Gletschertor und Gletscherbach. Vorgelagert findet man mehrere Moränenwälle. Als nordwärts fließender Kargletscher ist er von Sonneneinstrahlung weitgehend geschützt. Er ist der am niedrigsten gelegene deutsche Gletscher, seine Zunge reicht bis auf ca. 2000 m über NN herunter. | 400000 1000 × 400        | Typ: Gletscher/Firnfeld, Gletscherschliff Art: Kalkstein                                                | kein Aufschluss                | wertvoll           | Nationalpark, FFH-Gebiet, Vogelschutzgebiet            |                                  |
| Watzmanngletscher                                               | weitere Bilder | 172R027   | Ramsau bei Berchtesgaden Position | Berchtesgadener Alpen     | Etwa sechs Hektar großer Restgletscher im Watzmannkar. Er ist in den vergangenen Jahrzehnten äußerst stark zurückgeschmolzen und besteht im Wesentlichen nur noch aus Firneis. | 29700 330 × 90           | Typ: Gletscher/Firnfeld Art: Kalkstein                                                                  | kein Aufschluss                | wertvoll           | Nationalpark, FFH-Gebiet, Vogelschutzgebiet            |                                  |
| Schwemmfächer des Eisbachs bei St. Bartholomä                   | weitere Bilder | 172R028   | Schönau am Königssee Position     | Berchtesgadener Alpen     | Infolge der Längsverbauung am Eisbach existiert keine natürliche Flussdynamik mehr, zur Schuttsedimentation kommt es nur noch im Südteil. | 1200000 1500 × 800       | Typ: Schwemmfächer Art: Kies, Dolomitstein                                                              | kein Aufschluss                | bedeutend          | Nationalpark, FFH-Gebiet, Vogelschutzgebiet            |                                  |
| Felssturz und Moräne zwischen Königssee und Obersee             | weitere Bilder | 172R029   | Schönau am Königssee Position     | Berchtesgadener Alpen     | Der Bergsturz aus dem 11. Jahrhundert trennt zusammen mit einem Moränenwall den Obersee vom Königssee. | 560000 700 × 800         | Typ: Felssturz, End-(Wall-) Moräne Art: Kalkstein                                                       | Block                          | wertvoll           | Nationalpark, FFH-Gebiet, Vogelschutzgebiet            |                                  |
| Röthbachfall                                                    | weitere Bilder | 172R030   | Schönau am Königssee Position     | Berchtesgadener Alpen     | Der Röthbach-Wasserfall gilt als der höchste Wasserfall Deutschlands. Sein Fuß ist von der Schiffshaltestelle Salet am Königssee in etwas mehr als 1-stündiger Wanderung zu erreichen. Der Röthbach überwindet in der eindrucks- vollen Abschlusswand des Königsseetales auf kurzer Strecke ca. 470 Höhenmeter. Der Fuß des Wasserfalls liegt ein ganzes Stück über dem Talgrund in Blockschutt aus dem Dachsteinkalk der Felswand. Nach kurzer Wegstrecke verschwindet der Röthbach dann in einer Senke und speist unterirdisch den Obersee. Sein Quellgebiet hat der Röthbach nahe der Wasseralm, durchquert dort Moränenablagerungen und fließt zur Steilwand über Fischunkel. Dass der Bach nicht schon vor Erreichen der Felswand im verkarsteten Dachsteinkalk verschwindet, wird daran liegen, dass sich entlang des Fließwegs (noch) kein Schluckloch aufgetan hat und dass Feinsedimente aus dem Moränenmaterial die Wegstrecke zumindest teilweise abdichten. Bei relativ geringer Wasserführung und kaum Geschiebeinhalt fehlt dem Röthbach dann auch die Kraft, sich eine Klamm zu schaffen.                                                                  | 10000 250 × 40           | Typ: Wasserfall Art: Kalkstein                                                                          | Prallhang/Flussbett/Bachprofil | wertvoll           | Nationalpark, FFH-Gebiet, Vogelschutzgebiet            |                                  |
| Kesselbach-Schlucht mit Wasserfall                              |                | 172R032   | Schönau am Königssee Position     | Berchtesgadener Alpen     | Der Kesselbach überwindet über 500 Höhenmeter in einer engen Schlucht. Die starke Schuttführung durch den Kesselbach führt zu einer Beckeneinengung des Königssees. | 100000 1000 × 100        | Typ: Schlucht, Wasserfall, Schwemmfächer, Störung Art: Kalkstein                                        | Prallhang/Flussbett/Bachprofil | wertvoll           | Nationalpark, FFH-Gebiet, Vogelschutzgebiet            |                                  |
| Buckelwiesen bei Gschoßhäusl NW Ramsau                          |                | 172R034   | Ramsau bei Berchtesgaden Position | Berchtesgadener Alpen     | Die Buckelwiesen sind eine geomorphologische Besonderheit des Alpenraums. Sie entstanden während der letzten Eisrückzugsstadien in periglazialem Klimabereich. Die Buckelwiesen um Gschoßhäusl liegen z. T. in Fernmoräenenüberdeckung. | 100000 500 × 200         | Typ: Buckelwiese Art: Moräne                                                                            | kein Aufschluss                | bedeutend          | gesetzlich geschütztes Biotop                          |                                  |
| Weißbachschlucht bei Schneizlreuth                              | weitere Bilder | 172R035   | Schneizlreuth Position            | Chiemgauer Alpen          | Wilde, vegetationsarme Felsenschlucht im Hauptdolomit. | 225000 1500 × 150        | Typ: Schlucht Art: Dolomitstein                                                                         | Prallhang/Flussbett/Bachprofil | wertvoll           | Naturdenkmal, FFH-Gebiet, Vogelschutzgebiet            |                                  |
| Großer und Kleiner Barmstein                                    | weitere Bilder | 172R036   | Marktschellenberg Position        | Berchtesgadener Alpen     | Die Barmsteine sind zwei steil aufragende Felsgebilde an der Grenze zwischen Deutschland und Österreich. Vor allem an ihrer Ostseite (Blick ins Salzachtal!) schufen eiszeitliche Gletscher senkrechte bis überhängende Wände. Nach der Lokalität sind die so genannten Barmsteinkalke benannt: kalkreiche Turbidite in den Oberalmer Kalken (lokales Äquivalent der Ammergauer Schichten). | 51000 850 × 60           | Typ: Felsturm/-nadel, Gesteinsart Art: Kalkstein                                                        | Felshang/Felskuppe             | besonders wertvoll | Landschaftsschutzgebiet                                |                                  |
| Watzmann-Ostwand                                                | weitere Bilder | 172R037   | Schönau am Königssee Position     | Berchtesgadener Alpen     | Die mit rund 1800 m Höhe nahezu senkrecht abfallende Ostwand der Watzmann-Südspitze ist die höchste Ostalpenwand. Sie wird auch als Bartholomäwand bezeichnet. Aufgeschlossen ist mit ca. 30 bis 40 Grad nach Norden einfallender gebankter Dachsteinkalk. | 400000 800 × 500         | Typ: Felswand/-hang Art: Kalkstein, Dolomitstein                                                        | Hanganriss/Felswand            | besonders wertvoll | Nationalpark, FFH-Gebiet, Vogelschutzgebiet            |                                  |
| Dolinenfeld Oberschönau                                         |                | 172R038   | Schönau am Königssee Position     | Berchtesgadener Alpen     | Unter den würmzeitlichen Schottern lagern Schichten des Haselgebirges mit Hohlräumen, aus denen Gips und Anhydrit ausgelaugt wurde. Das Dolinenfeld im Wiesengebiet zwischen den Gehöften Standler und Storchen besteht aus vier größeren (bis 2 m Tiefe und 10 bis 30 m Durchmesser) und zwei kleinen Mulden. Westlich von Simon befindet sich die größte Doline mit 30 m Durchmesser und 12 m Tiefe. Vergleichbar ist die Doline bei Panorama und beim Schapbachhof (172R039). | 320000 800 × 400         | Typ: Dolinenfeld Art: Gips, Tonstein                                                                    | Doline/Erdfall                 | wertvoll           | kein Schutzgebiet                                      |                                  |
| Doline am Schapbachhof                                          |                | 172R039   | Schönau am Königssee Position     | Berchtesgadener Alpen     | In den unterliegenden Schichten des Haselgebirges wurde Gips und Anhydrit ausgelaugt, wodurch Hohlräume entstanden. Im Bereich Oberschönau besteht das einzige Vorkommen von Gipsdolinen in der Region. | 900 30 × 30              | Typ: Doline Art: Ton, Gips                                                                              | Doline/Erdfall                 | wertvoll           | kein Schutzgebiet                                      |                                  |
| Schwarzensee-Uvala im Steinernen Meer                           |                | 172R040   | Schönau am Königssee Position     | Berchtesgadener Alpen     | Der Schwarzensee ist ein sehr lohnendes Wanderziel und liegt am Weg Funtensee – Wasseralm. Vom Kärlingerhaus am Funtensee ist er in 1¾ Stunden erreichbar. Die Bezeichnung Uvala für eine meist längliche und geschlossene Karstsenke, die durch vermehrte linienhafte Korrosion entstanden ist, wurde im klassischen Karstgebiet der Dinariden geprägt. Der Schwarzensee nimmt einen Teil der Uvala ein. In der Felswand des roten Liaskalks an seiner Westseite sind Rinnenkarren ausgebildet. In Felsspalten dieser Wand verschwindet auch das aus dem Schwarzensee überlaufende Wasser. Die Felswand der Scheibenwand im Osten ist aus Dachsteinkalk aufgebaut. Sie bildet die Ostflanke eines Grabenbruchs, in dem die Liaskalke vor der Abtragung in höherem Niveau bewahrt wurden. Entlang dieser tektonischen Schwächezone führte vermehrte Korrosion zur Ausbildung der Uvala. In einem Markierungsversuch von 1998 konnte in den Schwarzensee eingegebener Farbstoff in Quellen am Königssee unterhalb des Simetsbergs, aber auch im Abfluss des Obersees nachgewiesen werden.                                                                                  | 48000 400 × 120          | Typ: Uvala, Karren/-felder Art: Kalkstein                                                               | Doline/Erdfall                 | wertvoll           | Nationalpark, FFH-Gebiet, Vogelschutzgebiet            |                                  |
| Grünsee-Uvala im Steinernen Meer                                |                | 172R041   | Schönau am Königssee Position     | Berchtesgadener Alpen     | Der Grünsee am Wanderweg Funtensee – Wasseralm ist ein attraktives Ausflugsziel und vom Kärlingerhaus in 1 Stunde zu erreichen. Der Grünsee selber nimmt nur einen kleinen Teil der Uvala – einer länglichen, geschlossenen Senke im Karst – ein. Vermehrte Lösung entlang einer tektonischen Schwächezone führte zur Bildung dieser Hohlform. Nach Osten zu sind in den umgebenden Dachsteinkalk Gesteine des Lias an Störungen eingesenkt. Seine Existenz verdankt der Grünsee der Abdichtung des Seegrunds durch den Feinanteil einer Grundmoräne. Seine Wasserspiegelhöhe wird durch Überlauf in Karstspalten bestimmt. Ein Markierungsversuch mit Farbstoffeingabe im Grünsee ergab, dass das Wasser des Grünsees durch die Salzgrabenhöhle fließt und in den Quellen am Ufer des Königssees oder im Königssee selbst wieder austritt. Der Farbstoff konnte auch in Salet und am Abfluss des Obersees nachgewiesen werden. | 337500 750 × 450         | Typ: Uvala Art: Kalkstein                                                                               | Doline/Erdfall                 | wertvoll           | Nationalpark, FFH-Gebiet, Vogelschutzgebiet            |                                  |
| Rinnenkarren im Steinernen Meer SSW von Schönau                 |                | 172R042   | Schönau am Königssee Position     | Berchtesgadener Alpen     | Am Wanderweg vom Funtensee (Kärlingerhaus) zum Grünsee und zum Schwarzensee sind an einer Felswand eindrucksvolle Rinnenkarren im Dachsteinkalk ausgebildet. Rinnenkarren entstehen in Gefällerichtung durch die Kalklösung des Regenwassers. Die runden Ränder der Rinnen werden zu scharfen Graten, wenn sich parallele Rinnen durch Eintiefung und Ausweitung annähern und anschneiden. Im Laufe der Zeit tiefen sich bevorzugte Abflussrinnen ein, andere werden stillgelegt. | 160 20 × 8               | Typ: Karren/-felder Art: Kalkstein                                                                      | Felshang/Felskuppe             | bedeutend          | Nationalpark, FFH-Gebiet, Vogelschutzgebiet            |                                  |
| Felssturzmassen und Murkegel im Klausbachtal SW von Ramsau      |                | 172R043   | Ramsau bei Berchtesgaden Position | Berchtesgadener Alpen     | Der Alm-Erlebnisbus nach Hirschbichl durchquert unmittelbar nach der Haltestelle Hängebrücke Ablagerungen einer Mure. Am 8. September 1999 lösten sich im Gipfelbereich des Kleinen Mühlsturzhorns etwa 250.000 m³ an Fels und stürzten Richtung Klausbachtal. Die Massen von Dachsteinkalk blieben im unteren Bereich des Großen Mühlsturzgrabens etwa 120–140 Höhenmeter über der Hirschbichlstraße liegen. Ein nachfolgender kleiner Felssturz kam auf Altschnee zu liegen und löste eine erste Mure aus. Im Sommer 2000 wurden bei kurzfristigen intensiven Niederschlagsereignissen zahlreiche, teils heftige Muren ausgelöst. Sie führten teils zu Aufstau und Verlegung des Klausbaches. Die Furt der Hirschbichlstrasse musste mit Bagger freigeräumt werden. Murgänge finden bei heftigen Niederschlagsereignissen weiter statt. Der Wanderweg wurde mit einer Hängebrücke auf die andere Talseite verlegt. Ein Bagger steht ständig zum Freiräumen der Straße bereit. Im Bett des Klausbachs ist jenseits der unter Schutt verborgenen Deckengrenze Juvavikum/Tirolikum Allgäu-Formation des Jura aufgeschlossen.                                               | 25000 250 × 100          | Typ: Schuttkegel, Felssturz Art: Kalkstein                                                              | Block                          | wertvoll           | Nationalpark, FFH-Gebiet, Vogelschutzgebiet            |                                  |
| Mäander der Sur NW von Gumperting                               |                | 172R045   | Teisendorf Position               | Salzach-Jungmoränenregion | Freierodierte Rippen aus Konglomeraten führen mehrfach zu Aufstau. Zusammen mit dem geringen Gefälle wird dadurch eine starke Mäanderbildung bewirkt. An den Prallhängen sind die Konglomerate (Nagelfluh) gelegentlich zugänglich aufgeschlossen. | 175000 700 × 250         | Typ: Mäander, Gesteinsart Art: Tonmergelstein, Lehm                                                     | Prallhang/Flussbett/Bachprofil | bedeutend          | kein Schutzgebiet                                      |                                  |
| Mäander und Altarme der unteren Sur NW von Freilassing          |                | 172R046   | Saaldorf-Surheim Position         | Salzach-Jungmoränenregion | Nordwestlich von Freilassing weist die untere Sur noch Mäander und Altwasserarme auf. Teils liegen die Altarme trocken, sind aber bei Hochwasser wieder in Verbindung mit dem Fluss. Die Sur ist hier in spätglaziale Terrassensedimente, die auf Seetonen des Salzburg-Tittmoninger Eisrandsees liegen, eingeschnitten. Das bemerkenswerte Flussknie der Sur etwas weiter südlich dürfte dadurch zustande gekommen sein, dass Schüttungen der Saalach ins Salzburger Becken die Sur nach Norden an den Moränenrand abdrängten. | 200000 1000 × 200        | Typ: Mäander, Bach-/Flusslauf Art: Ton                                                                  | Prallhang/Flussbett/Bachprofil | bedeutend          | kein Schutzgebiet                                      |                                  |
| Senkungsgebiet des Grögernweihers in Bayerisch Gmain            |                | 172R047   | Bayerisch Gmain Position          | Berchtesgadener Alpen     | Bereits seit 1886 sind Senkungsbewegungen im Bereich des Grögernweihers bekannt. Seit 1958 hat sich der Weiher mit einer Gesamttiefe von über 8 m eingetieft. Die Bewegungen sind auf natürliche Auslaugungen des unterlagernden Haselgebirges zurückzuführen. Es kam teilweise zu Schäden an der Bebauung, wobei sogar ein Haus abgerissen werden musste. Bohrungen und geophysikalische Untersuchungen im Umfeld haben bis zu 50 m quartäre Lockersedimente (sandig- kiesige Talfüllung über Grundmoräne und konglomeratischen Vorstoßschottern) ergeben. Die Lockersedimente liegen auf den steinsalz-, gips- und anhydritführenden Tonsteinen des Haselgebirges. Im Umfeld des Weihers können rezente Erdfälle beobachtet werden. | 22000 200 × 110          | Typ: Subrosionssenke Art: Sand, Ton, Konglomerat                                                        | Doline/Erdfall                 | wertvoll           | kein Schutzgebiet                                      |                                  |
| Priesbergmoos an der Priesbergalm                               |                | 172R048   | Schönau am Königssee Position     | Berchtesgadener Alpen     | Das Priesbergmoos ist die größte Moorfläche im Nationalpark und besteht aus Quell- und Flachmooren und einem aufgewölbten Hochmoor. Das Moor liegt auf der Trogschulter des glazial übertieften Tals des Königssees. Im Untergrund liegt würmzeitliche Moräne auf Dachsteinkalk. Moordolinen sind ein Anzeichen für die Verkarstung des Untergrunds. Das Priesbergmoos ist ein soli-ombrogenes Moor, d. h. es wird von Regenwasser und von Hangwasserzuflüssen gespeist. Es ist der einzige soli-ombrogene Moorkomplex der Berchtesgadener Alpen und enthält eine seltene Flora, die ihm eine herausragende überregionale Bedeutung gibt. Die Moorflächen bitte nicht betreten! | 72000 400 × 180          | Typ: Hochmoor, Polje, Ponor Art: Torfiges Lockergestein                                                 | kein Aufschluss                | bedeutend          | Nationalpark, FFH-Gebiet, Vogelschutzgebiet            |                                  |
| Almdolinen und Buckelwiesen an der Gotzenalm                    |                | 172R049   | Schönau am Königssee Position     | Berchtesgadener Alpen     | Die Gotzenalm liegt auf der Trogschulter des vom Gletscher geformten Tals des Königssees. Auf Dachsteinkalk liegen hier in einer flachen tektonischen Mulde rote Lias-Schwellenkalke, Dogger-Kieselkalk und Radiolarite. Das Profil ist entlang des Fahrwegs zur Gotzenalm gut aufgeschlossen. In dem Almgelände liegen zahlreiche Dolinen. Im Westen sind Buckelwiesen ausgebildet. | 150000 500 × 300         | Typ: Dolinenfeld, Buckelwiese Art: Radiolarit, Kalkstein                                                | Doline/Erdfall                 | bedeutend          | Nationalpark, FFH-Gebiet, Vogelschutzgebiet            |                                  |
| Aschauer Klamm SW von Schneizlreuth                             | weitere Bilder | 172R050   | Schneizlreuth Position            | Berchtesgadener Alpen     | Die Aschauer Klamm bietet auf schmalem Steig ein spektakuläres NaturschauspieLänge Gumpen grünen Wassers und Wasserfälle in schneeweißem Ramsaudolomit. Stellenweise ist der Dolomit vom Wasser oder von den Tritten der Wanderer marmorartig poliert. Die Aschauer Klamm kann vom Haiderhof bei Schneizlreuth aus begangen werden. Es empfiehlt sich auch der Rückweg wieder durch die Klamm. Der alternative Rundweg ab der Aschauer Klause über die Forststraße Richtung Oberjettenberg zieht sich lange hin. | 400000 2000 × 200        | Typ: Klamm, Kolk Art: Dolomitstein                                                                      | Prallhang/Flussbett/Bachprofil | wertvoll           | Naturschutzgebiet, FFH-Gebiet                          |                                  |
| Karstgrube der Eheblößwiesen im Lattengebirge                   |                | 172R051   | Schneizlreuth Position            | Berchtesgadener Alpen     | Karstgruben sind Karstgroßformen mit zerlapptem Grundriss und mit Böschungen wechselnder Neigung (Fischer 2005). Die Karstgrube mit zahlreichen Dolinen ist in Dachsteinkalk eingetieft. Im Norden ist eine kleinere Fläche mit Untersberger Marmor der Unteren Gosau kartiert. Auch die Pflanzenwelt der Ehehblößwiesen ist von herausragender Bedeutung im Landkreis. Das Geotop ist in halbstündiger Wanderung von der Moosenalm zu erreichen. | 135000 450 × 300         | Typ: Dolinenfeld Art: Kalkstein                                                                         | Doline/Erdfall                 | wertvoll           | Landschaftsschutzgebiet                                |                                  |
| Salzachschleife und Nocken bei Laufen                           |                | 172R052   | Laufen Position                   | Salzach-Jungmoränenregion | Der Nocken – ein Nagelfluhfels in der Salzach – war für die Stromschnellen im Fluss mit verantwortlich und gab dem Ort Laufen seinen Namen (althochdeutsch loufa = Stromschnelle) und seine Bedeutung. Für die vor allem mit Salz aus Hallein und Reichenhall beladenen Zillen waren die Stromschnellen nur mit Sicherung vom Ufer aus schiffbar, aber bei widrigem Wasserstand wurden die Waren oberhalb des Nocken (teilweise) abgeladen. Unterhalb wurden sie auf die größeren Plätten umgeladen. Am Nocken waren Markierungen angebracht, die anzeigten, bei welchem Wasserstand er passiert werden konnte. 1773 wurde der Nocken gesprengt. Seine ehemalige Lage kann – nach einem alten Gemälde – etwa am nördlichsten Punkt der Schleife vermutet werden. | 500000 1000 × 500        | Typ: Mäander, Bearbeiteter Fels Art: Konglomerat                                                        | Prallhang/Flussbett/Bachprofil | wertvoll           | Landschaftsschutzgebiet, FFH-Gebiet, Vogelschutzgebiet |                                  |
| Weißbach-Wasserfälle NNE von Weißbach a.d. Alpenstraße          |                | 172R053   | Schneizlreuth Position            | Chiemgauer Alpen          | Der würmzeitliche Gletscher durch das Weißbachtal verzweigte sich an der heutigen Zwing und schickte Teilströme nach Westen in das Wildenmoostal und nach Osten in das Weittal mit dem heutigen Falkensee. Das enge Tal zwischen Kienbergl und Falkenstein, in dem heute die Bundesstraße verläuft, zeigt nur eine fluviatile Formung. Mit dem Rückzug des Gletschers hinter die Zwing schütteten Schmelzwässer und der damalige Weißbach durch diese Enge Schotter in die Ebene von Inzell. Beim weiteren Gletscherrückzug kehrte sich die Fließrichtung um, und der Weißbach fließt seitdem nach Süden und stürzt an den Weißbachfällen über Partnachkalke in sein vom Gletscher übertieftes Tal. Die Weißbachfälle sind von der Bushaltestelle Cafe Zwing aus auf dem Wanderweg SalzAlpenSteig zu erreichen. Am Weg sind die Gusseisenrohre der alten Soleleitung Reichenhall – Traunstein zu sehen. | 900 60 × 15              | Typ: Wasserfall Art: Kalkstein                                                                          | kein Aufschluss                | wertvoll           | FFH-Gebiet, Vogelschutzgebiet                          |                                  |
| Findlingsgruppe Liefensteine in Königssee                       |                | 172R054   | Schönau am Königssee Position     | Berchtesgadener Alpen     | Die sogenannten Liefensteine sind eine Gruppe von Findlingen aus Dachsteinkalk, an denen gebouldert wird. Penck (1887) beschreibt sie als vier sehr große Blöcke im Garten der Villa Herzogenberg getrennt durch kaum 1 m breite Gänge, dieselben sind offenbar durch Zerbersten eines einzigen großen Blocks gebildet. | 425 25 × 17              | Typ: Findling Art: Kalkstein                                                                            | Block                          | wertvoll           | kein Schutzgebiet                                      |                                  |
| Nierental-Formation am Röthelbach S von der Röthelbachalm       |                | 172A030   | Schneizlreuth Position            | Berchtesgadener Alpen     | Die Nierental-Formation besteht aus Kalk- und Mergelsteinen und ist Teil der Oberen Gosau-Gruppe (Oberkreide). Die Gosau-Gesteine wurden diskordant auf einem kalkalpinen Deckenstapel abgelagert, die Nierental-Formation in einem Tiefseemilieu. Hier im Lattengebirge sind Gosau-Gesteine erhalten und nicht abgetragen, weil sie postgosauisch an Verwerfungen abgesenkt wurden. Am Röthelbach sind hier leicht erreichbar direkt südlich der querenden Forststraße die Kalkmergel- und Mergelkalksteine der Nierental-Formation mit typisch hellrötlichen, aber auch grauen und grünlichen Farbtönen aufgeschlossen. Der Bach verläuft im Schichtstreichen und hat Schichtflächen freigelegt. Weiter oberhalb im Röthelbachgraben und seinen Nebengräben liegen Typusprofile der Nierental-Formation (Krenmayr 1999). | 200 25 × 8               | Typ: Schichtfolge, Gesteinsart Art: Mergelstein, Kalkstein                                              | Prallhang/Flussbett/Bachprofil | wertvoll           | Landschaftsschutzgebiet                                |                                  |
| Hangschuttbreccie am Bayerischen Stiegl W von Piding            |                | 172A031   | Piding Position                   | Chiemgauer Alpen          | Der Wanderweg von Piding über Koch- oder Steineralm auf den Hochstaufen oder zum Frillensee führt kurz vor dem Bayerischen Stiegl unter Felswänden mit höhlenartigen Ausbrüchen vorbei. Das Gestein ist eine grobe Breccie aus kalkig verkitteten Wettersteinkalk-Komponenten eines früheren Hangschuttkegels. Die Breccie wird in ein Interglazial (Riß-Würm?) gestellt, denn nach Ehrhardt (1931) finden sich Trümmer der damals schon verkitteten Breccie in Moränen des würmzeitlichen Lokalgletschers. Wie eine Tafel erklärt, war am Bayerischen Stiegl fast 600 Jahre lang (1257 – 1816) die Landesgrenze zwischen dem Königreich Bayern und dem Erzstift Salzburg. | 280 40 × 7               | Typ: Gesteinsart, Ausbruchs/Auswitterungsh. Art: Breccie                                                | Hanganriss/Felswand            | wertvoll           | kein Schutzgebiet                                      |                                  |
| Gosau-Basisschichten an der Klause W von der Röthelbachalm      |                | 172A032   | Schneizlreuth Position            | Berchtesgadener Alpen     | Wo 1795/96 die Röthelbachklause aus Stein errichtet wurde, stand schon über Jahrhunderte – aber immer wieder erneuert – eine hölzerne Triftklause. Das über die Saalach nach Reichenhall getriftete Holz diente der Versorgung der dortigen Saline. Die steinerne Klause wurde 1994/95 saniert. Die Klause steht auf Basis-Konglomeraten und -Breccien der Gosau. Die Gosau ist in ihrem liegenden Teil ein Transgressionssediment auf einen verkarsteten Untergrund – hier aus Dachsteinkalk. Die Breccienform lässt eine Steilküste annehmen. Die Verkarstung äußert sich in Spaltenfüllungen und in den Rotsedimenten, in die die hellen Kalksteinkomponenten eingebettet sind. Das Gestein enthält Reste dickschaliger Rudisten. Das Foto der Abb. 2 lässt vermuten, dass hier das direkte Auflager der Gosau auf Trias aufgeschlossen ist. Das müsste aber im Gelände noch einmal nachgeprüft werden. | 160 20 × 8               | Typ: Schichtfolge, Gesteinsart Art: Breccie, Kalkstein                                                  | Prallhang/Flussbett/Bachprofil | wertvoll           | Landschaftsschutzgebiet                                |                                  |
| Dolinenreihen der Anthauptenalm S von Baumgarten                |                | 172R055   | Schneizlreuth Position            | Berchtesgadener Alpen     | Die Dolinenreihen der Anthauptenalm sind eine Besonderheit im bayerischen Alpenraum. Die Einzeldolinen sind senkrecht zur Reihung gelängt und die Reihen sind nicht so geradlinig, wie es eine Störungsbestimmtheit erwarten ließe. Tatsächlich scheinen die Dolinen entlang der Schichtgrenze Untersberg-Marmor/Glanegg-Schichten angeordnet zu sein. Der Untersberg-Marmor der Gosau ist ein rötlicher, fossilreicher Kalkstein, der anstehend in einer Wand an der westlichsten Doline der nördlichen Reihe angetroffen werden kann. Er findet sich auch unten in den tieferen Dolinen. Die Glanegg-Schichten bestehen aus grauen, sandigen Mergelsteinen. Schon Lebling (1911) hat beobachtet, dass die Schlotten an der Grenze Kalk/Mergel liegen und dass die Mergel das Wasser an den Kalk hin (schieben), in welchem durch Lösung ein vertikaler Schlot sich bildet. Tatsächlich ist im Digitalen Geländemodell deutlich zu sehen, dass die Dolinen eine steile Seite zum Kalk des Untersberg-Marmors hin und eine flachere Seite zu den Mergeln der Glanegg-Schichten hin haben. Wasser sickert aus den Moosen auf den Mergeln sicht- und hörbar in die Dolinen. | 150000 500 × 300         | Typ: Dolinenfeld, Ponor Art: Kalkstein                                                                  | Doline/Erdfall                 | wertvoll           | Naturdenkmal, Landschaftsschutzgebiet                  |                                  |